# Massa ridotta
In fisica, precisamente in meccanica classica, la massa ridotta è la massa inerziale attribuita al corpo fittizio utilizzato nella soluzione del problema dei due corpi, ricondotto dunque ad un equivalente problema a corpo singolo.
La massa ridotta è comunemente indicata con μ, e ha le dimensioni di una massa (kg in unità SI).

## Definizione
Dati due corpi di massa rispettivamente {\displaystyle m_{1}} ed {\displaystyle m_{2}}, la massa ridotta è pari a 
{\displaystyle \mu =m_{1}\parallel m_{2}={\cfrac {1}{{\cfrac {1}{m_{1}}}+{\cfrac {1}{m_{2}}}}}={\cfrac {m_{1}m_{2}}{m_{1}+m_{2}}},}
dove {\displaystyle \parallel } denota la somma parallela. Si può osservare che {\displaystyle \mu } coincide con la metà della media armonica delle due masse.
Se {\displaystyle m_{1}\geq m_{2}}, si ha
{\displaystyle {\frac {m_{2}}{2}}\leq \mu <m_{2}};
in particolare, se {\displaystyle m_{1}=m_{2}}, si ha
{\displaystyle \mu ={\frac {m_{1}}{2}}={\frac {m_{2}}{2}}},
mentre per {\displaystyle m_{1}\gg m_{2}}, si ha
{\displaystyle \mu ={\frac {m_{2}}{1+m_{2}/m_{1}}}\approx m_{2}\left(1-{\frac {m_{2}}{m_{1}}}\right)\approx m_{2}}.
Il problema dei due corpi, in cui essi orbitano attorno al loro baricentro, equivale al problema di un solo corpo (di massa pari alla loro massa ridotta), in cui l’incognita è rappresentata dalla posizione di tale corpo rispetto allo stesso baricentro; la forza agente sulla massa ridotta è pari alla forza di interazione tra i due corpi iniziali.

## Derivazione

### Meccanica newtoniana
Dalla seconda legge di Newton, la forza esercitata dal secondo corpo sul primo è
{\displaystyle F_{12}=m_{1}a_{1}.}
e la forza del primo sul secondo è
{\displaystyle F_{21}=m_{2}a_{2}.}
In accordo con la  terza legge di Newton, si ha
{\displaystyle F_{12}=-F_{21}.}
Perciò:
{\displaystyle m_{1}a_{1}=-m_{2}a_{2}.}
e
{\displaystyle a_{2}=-{m_{1} \over m_{2}}a_{1}.}
L'accelerazione relativa tra i due corpi è data da
{\displaystyle a=a_{1}-a_{2}=\left({1+{m_{1} \over m_{2}}}\right)a_{1}={{m_{2}+m_{1}} \over {m_{1}m_{2}}}m_{1}a_{1}={F_{12} \over \mu }.}
Si può concludere che il primo corpo si muove in funzione della posizione del secondo corpo come un corpo di massa pari alla massa ridotta.

### Meccanica lagrangiana

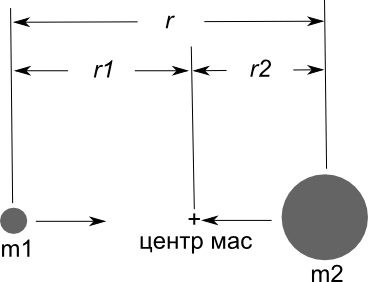
Riduzione del problema dei due corpi.

Il sistema di due corpi è equivalentemente descritto dalla seguente Lagrangiana:
{\displaystyle {\mathcal {L}}={1 \over 2}m_{1}{\dot {r}}_{1}^{2}+{1 \over 2}m_{2}{\dot {r}}_{2}^{2}-V(|r_{1}-r_{2}|)},
dove {\displaystyle r_{i}} è il vettore posizione del corpo di massa {\displaystyle m_{i}}, mentre l’energia potenziale {\displaystyle V} è una funzione del solo modulo della distanza tra i corpi (condizione necessaria per conservare l'invarianza traslazionale del sistema).
Definendo {\displaystyle r=r_{1}-r_{2}}, e posizionando l’origine del sistema di riferimento nel centro di massa (ovvero imponendo {\displaystyle m_{1}r_{1}+m_{2}r_{2}=0}), si ottengono le relazioni {\displaystyle r_{1}={\frac {m_{2}r}{m_{1}+m_{2}}}} ed {\displaystyle r_{2}=-{\frac {m_{1}r}{m_{1}+m_{2}}}}; sostituendo nella Lagrangiana di partenza, essa si riduce a {\displaystyle {\mathcal {L}}={1 \over 2}\mu r^{2}-V(r)}, corrispondente ad un singolo corpo di massa  pari alla massa ridotta. Il problema dei due corpi è dunque semplificato in un problema a un corpo.

## Applicazioni
La massa ridotta può essere utilizzata per semplificare diversi problemi di meccanica classica.

### Momento d’inerzia di due punti materiali

Due punti materiali in rotazione attorno al loro centro di massa.

Si consideri un sistema di due punti materiali collineari, di massa rispettivamente {\displaystyle m_{1}} ed {\displaystyle m_{2}}, rotanti attorno al centro di massa. Le distanze {\displaystyle r_{1}} e {\displaystyle r_{2}} dall’asse di rotazione sono date da {\displaystyle r_{1}={\frac {m_{2}R}{m_{1}+m_{2}}}} e {\displaystyle r_{2}={\frac {m_{1}R}{m_{1}+m_{2}}}}, con {\displaystyle R=r_{1}+r_{2}}.
Il momento d’inerzia attorno a tale asse è pari a 
{\displaystyle {\mathcal {I}}=m_{1}r_{1}^{2}+m_{2}r_{2}^{2}=R^{2}{\frac {m_{1}m_{2}^{2}}{(m_{1}+m_{2})^{2}}}+R^{2}{\frac {m_{1}^{2}m_{2}}{(m_{1}+m_{2})^{2}}}=\mu R^{2}}.

### Moto dei due corpi sotto reciproca attrazione gravitazionale
Nel caso in cui l’energia potenziale sia quella gravitazionale, cioè {\displaystyle V(|r_{1}-r_{2}|)=-{\frac {Gm_{1}m_{2}}{|r_{1}-r_{2}|}}}, le equazioni del moto del primo corpo rispetto al secondo sono le stesse che segue un corpo di massa ridotta rispetto ad un corpo di massa pari alla massa totale del sistema, {\displaystyle M=m_{1}+m_{2}}. Questo segue dal fatto che {\displaystyle m_{1}m_{2}=M\mu }, dunque l’energia potenziale gravitazionale è la stessa nei due casi.

### Macchina di Atwood

Schema della Macchina di Atwood.

Si consideri un sistema di due corpi, di massa rispettivamente {\displaystyle m_{1}} ed {\displaystyle m_{2}}, attaccati l'uno all'altro tramite una corda inestensibile e di massa trascurabile, posta su una carrucola priva di massa e inizialmente a riposo. Le equazioni del moto dei due corpi sono dunque
{\displaystyle \left\{{\begin{matrix}m_{1}a=T-m_{1}g\\m_{2}a=m_{2}g-T\end{matrix}}\right.},
dove {\displaystyle g} è l'accelerazione di gravità.
Il valore di {\displaystyle a} è lo stesso in entrambe le equazioni a causa del vincolo tra le masse, dunque 
{\displaystyle {\frac {T}{m_{1}}}-g=g-{\frac {T}{m_{2}}}};
risolvendo per la tensione della corda, si ottiene
{\displaystyle T({\frac {1}{m_{1}}}+{\frac {1}{m_{2}}})=2g},
da cui si ricava che {\displaystyle T=2\mu g}.